# The Gumps
The Gumps est un comic strip mélodramatique humoristique de l'Américain Sidney Smith publié de février 1917 à octobre 1959.
Très populaire dans l'entre-deux-guerres, il a fait à l'époque l'objet de nombreuses adaptations cinématographiques et radiophoniques. Après la mort de Smith dans un accident de voiture en 1935, Gus Edson a repris The Gumps jusqu'à son arrêt en 1959.